# Drăgotești (okręg Dolj)
Drăgotești – wieś w Rumunii, w okręgu Dolj, w gminie Drăgotești. W 2011 roku liczyła 523 mieszkańców.